# Nahr an-Nil

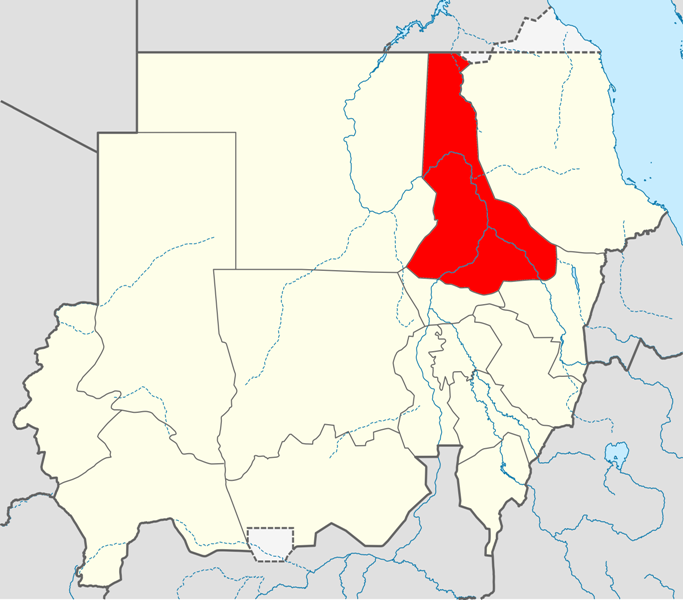
Delstatens läge i Sudan.

Nahr an-Nil (arabiska: ولاية نهر النيل, Nilen) är en av Sudans 15 delstater (wilayat). Befolkningen uppgick till 122 123 (2006) på en yta av 1 027 534 kvadratkilometer. Den administrativa huvudorten är Ad-Damir. 

## Administrativ indelning
Delstaten är indelad i sex mahaliyya:
- Abu Hamed
- Al Damar
- Al Matama
- Atbara
- Berber
- Shendi